# ロミオ+ジュリエット
『ロミオ＋ジュリエット』（原題: Romeo + Juliet）は、1996年に製作されたアメリカ映画。ビデオパッケージ表記では『ロミオ&ジュリエット』のものも存在する。
シェイクスピアの『ロミオとジュリエット』が原作で、台詞もそのままであるが、時代設定を現代に変えて、両家の争いをマフィア同士の抗争に置き換えられている。物語の舞台はヴェローナ・ビーチ（架空の都市）。そのため、服はアロハシャツを着、城は高層ビル、剣による決闘ではなく街を巻き込む銃撃戦となる。しかし銃のブランド名は"Sword"である。
レオナルド・ディカプリオが第47回ベルリン国際映画祭で銀熊賞を受賞した。

## 撮影
当初マイアミを舞台とする予定だったが、シェイクスピア時代のイギリスの社会問題はマイアミとは異質なものだった。ラーマンらは現代のメキシコが奇妙にもシェイクスピア的な問題（貧富の格差、政治と宗教の関係）を持ち合わせていることに気づいた。映画の大部分はメキシコシティとその周辺で撮影され、チャプルテペク城やベラクルス州の海岸などが使われている。これらをまとめて「ヴェローナ・ビーチ」とした。映画に登場する巨大なキリスト像は、本来独立記念碑があるはずの場所をデジタル技術で差し替えたものである。

## ストーリー
ヴェローナ・ビーチで最も権力のある2大マフィア、モンタギュー家とキャピュレット家は毎度のこと抗争が絶えず、街を巻き込む銃撃戦が絶えなかった。
そんな中、モンタギュー家の一人息子ロミオはロザラインという女性に思いを馳せていた。一方でキャピュレット家の一人娘ジュリエットは親が決めた相手との縁談を間近に控えていた。そんな中、ロミオは敵対するキャピュレット家でパーティーがあると聞きつけた親友マキューシオに誘われ、仮装してパーティーに乗り込み、そこで出会ったジュリエットに一目惚れをする。
この時までロミオはあのキャピュレット家の娘、ジュリエットであると知らず、真実を知りショックを受ける。しかし、想いを断ち切れないロミオは引き留めるマキューシオを振り切り、パーティー後キャピュレット家に行き、ジュリエットに愛の告白をする。2人は相思相愛となるが、この2人の恋が、両家の争いに大きな変化を与えることとなる。

## キャスト
| 役名                         | 俳優                                     | 日本語吹替                                     | 日本語吹替                                                       | 日本語吹替                                                |
| 役名                         | 俳優                                     | ソフト版                                       | テレビ朝日版                                                     | フジテレビ版                                              |
| ---------------------------- | ---------------------------------------- | ---------------------------------------------- | ---------------------------------------------------------------- | --------------------------------------------------------- |
| ロミオ                       | レオナルド・ディカプリオ                 | 草尾毅                                         | 浪川大輔                                                         | 鳥海勝美                                                  |
| ジュリエット                 | クレア・デインズ                         | 坂本真綾                                       | 坂本真綾                                                         | 大坂史子                                                  |
| ティボルト                   | ジョン・レグイザモ                       | 家中宏                                         | 森川智之                                                         | 中尾隆聖                                                  |
| マキューシオ                 | ハロルド・ペリノー                       | 成田剣                                         | 後藤敦                                                           | 桐本琢也                                                  |
| ロレンス神父                 | ピート・ポスルスウェイト                 | 坂口芳貞                                       | 堀勝之祐                                                         | 阪脩                                                      |
| フルヘンシオ・キャピュレット | ポール・ソルヴィノ                       | 富田耕生                                       | 内海賢二                                                         | 渡部猛                                                    |
| グロリア・キャピュレット     | ダイアン・ヴェノーラ                     | 野沢由香里                                     | 小宮和枝                                                         | 一城みゆ希                                                |
| テッド・モンタギュー         | ブライアン・デネヒー                     | やなせさとる                                   | 小山武宏                                                         | 宝亀克寿                                                  |
| キャロライン・モンタギュー   | クリスティナ・ピックルズ                 | 要田禎子                                       | 宮寺智子                                                         | 寺内よりえ                                                |
| デイヴ・パリス               | ポール・ラッド                           | 山崎優                                         | 吉田孝                                                           | 櫻井孝宏                                                  |
| プリンス署長                 | ヴォンディ・カーティス＝ホール           | 石田圭祐                                       | 大塚明夫                                                         | 玄田哲章                                                  |
| ベンヴォーリオ               | ダッシュ・ミホク                         | 桜井敏治                                       | 真殿光昭                                                         | 大川透                                                    |
| バルサザー                   | ジェシー・ブラッドフォード               |                                                |                                                                  |                                                           |
| グレゴリー                   | ザック・オース                           |                                                |                                                                  |                                                           |
| サンプソン                   | ジェイミー・ケネディ                     |                                                |                                                                  |                                                           |
| エイブラ                     | ヴィンセント・ラレスカ                   | 乃村健次                                       |                                                                  |                                                           |
| ペトルシオ                   | カルロス・マーティン・マンゾ・オルタロラ |                                                |                                                                  |                                                           |
| 乳母                         | ミリアム・マーゴリーズ                   | さとうあい                                     | 谷育子                                                           | 秋元千賀子                                                |
| 薬屋                         | M・エメット・ウォルシュ                  | 宝亀克寿                                       |                                                                  |                                                           |
| その他                       | N/A                                      | 廣田行生 多田野曜平 後藤史彦 沢海陽子 坂口賢一 | 保志総一朗 廣田行生 有本欽隆 堀越真己 沢海陽子 落合弘治 樫井笙人 | 小野塚貴志 川中子雅人 乃村健次 宗矢樹頼 深水由美 森うたう |
| 日本語版制作スタッフ         |                                          |                                                |                                                                  |                                                           |
| 演出                         | 演出                                     | 福永莞爾                                       | 佐藤敏夫                                                         | 鍛治谷功                                                  |
| 翻訳                         | 翻訳                                     | 武満眞樹                                       | 武満眞樹                                                         | 松崎広幸                                                  |
| 調整                         | 調整                                     | 土屋雅紀                                       | 山田太平                                                         | 栗林秀年                                                  |
| 効果                         | 効果                                     |                                                | リレーション                                                     | 栗林秀年                                                  |
| 制作                         | 制作                                     | プロセンスタジオ                               | ムービーテレビジョン                                             | ムービーテレビジョン                                      |
| 初回放送                     | 初回放送                                 | 1997年12月5日 VHS発売                          | 2000年5月7日 『日曜洋画劇場』                                    | 2002年7月20日 『ゴールデンシアター』                      |

## 使用曲
- ジュリエットが最初に登場する場面に、モーツァルトの交響曲第25番から第1楽章（演奏：カペラ・イストロポリターナ、ナクソス・オブ・アメリカ）
- 2人が愛の死をとげるラスト・シーンに、ワーグナーの楽劇『トリスタンとイゾルデ』から「イゾルデの愛の死」（ソプラノ独唱：レオンタイン・プライス、BMGクラシックス）